# Circo delle pulci

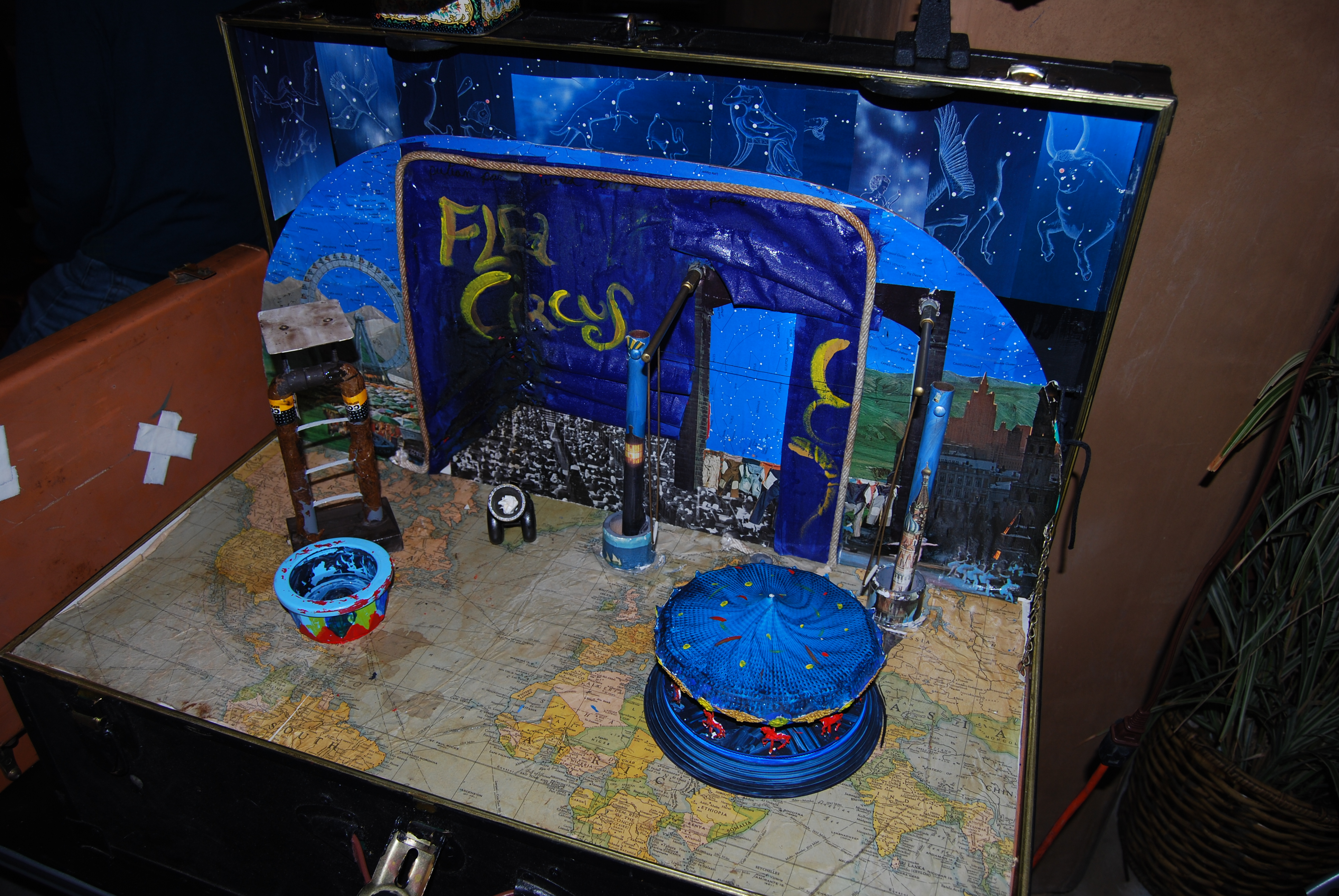
Un circo delle pulci

Il circo delle pulci è un tipo di spettacolo itinerante che ebbe la sua massima diffusione fra la metà dell'Ottocento e del Novecento, in genere come intrattenimento secondario nei circhi.
Concettualmente, si trattava di una teca in cui erano contenute un certo numero di pulci, che, asseritamente "ammaestrate", partecipavano a una serie di numeri, ad esempio:
- tirare carrozze;
- danzare, o combattere;
- saltare cerchi di fuoco;
- partite di calcio.

Date le loro minuscole dimensioni, sulle pareti della teca erano solitamente montate anche lenti di ingrandimento, in modo da rendere più facile la fruizione dello spettacolo. In realtà, ci si basava soltanto sul potere dell'illusione, tramite strumenti meccanici che si muovevano da soli.

## Storia e tecniche
I primi circhi delle pulci fecero la loro comparsa negli anni 1830 in Inghilterra. Questo genere di spettacolo rimase molto frequente nei circhi per circa un secolo, iniziando poi a sparire gradualmente.
Trattandosi di un'arte circense quasi scomparsa, non stupisce che gran parte delle informazioni oggi disponibili sulle tecniche usate siano aneddotiche. È certo che moltissimi strumenti elettrici, magnetici e meccanici venivano usati per "aiutare" i movimenti delle pulci e che talvolta l'intero spettacolo era una finzione, senza alcuna pulce. Questo genere di circo delle pulci può essere considerato una forma di illusionismo o, nel caso l'intento fosse apertamente burlesco, di rappresentazione clownesca. L'idea del circo delle pulci come finzione è probabilmente quella predominante nella cultura popolare.
Tuttavia, esiste una tradizione di circhi delle pulci che impiegavano realmente pulci vive. I mezzi utilizzati per "costringere" o "abituare" le pulci a determinati comportamenti variavano a seconda dei numeri proposti; come in altre discipline circensi, il valore di un "ammaestratore" stava in gran parte nella capacità di inventare numeri (e quindi tecniche) originali. In genere, per condizionare le pulci a non saltare, le si tenevano per lunghi periodi in contenitori con coperchi molto bassi. In alcuni casi, sostanze repellenti per le pulci (per esempio la canfora) venivano usate per "guidare" le pulci lungo un determinato percorso. Erano comunque sempre accompagnate da giocattoli meccanici che permettevano di far sembrare che una pulce poggiata per caso sul giocattolo, ne fosse attivamente l'autore del movimento.

## Circhi famosi
Il circo delle pulci del "Professor Heckler" si esibì allo Hubert's Dime Museum di Times Square, a New York, fino al 1957; lo si intravede in una scena del film Easy Rider.

## I circhi delle pulci oggi
L'arte del circo delle pulci è in gran parte una tradizione dimenticata; tuttavia, qualche esibizione di questo genere continua a essere proposta ancora oggi. All'Oktoberfest, per esempio, si è esibito molte volte il "Floh Zirkus", in cui le pulci, tra l'altro, giocano a calcio.

## Nella cultura di massa
Nel linguaggio comune, l'espressione "circo delle pulci" viene talvolta usata per far riferimento a un sistema di finzioni sociali, specialmente se volte a compiacere un "padrone"; per esempio, potrebbe essere chiamato "circo delle pulci" il servile entourage di una persona potente.
Nel film d'animazione A Bug's Life prodotto dalla Pixar, il direttore del "circo degli insetti" è una pulce.
Nel film Jurassic Park, l'ideatore del parco, John Hammond, racconta di avere iniziato la propria carriera con un circo delle pulci.